# Centaurium uliginosum
Centaurium uliginosum är en gentianaväxtart som först beskrevs av Franz de Paula Adam von Waldstein-Wartemberg och Kit., och fick sitt nu gällande namn av Günther von Mannagetta und Lërchenau Beck och Ronn.. Centaurium uliginosum ingår i släktet aruner, och familjen gentianaväxter. Inga underarter finns listade i Catalogue of Life.